# Jan Trøjborg
Jan Trøjborg (14. december 1955 i Horsens – 6. maj 2012 på Skejby Sygehus) var en dansk politiker og tidligere minister, der fra 2007 var borgmester i Horsens Kommune, valgt for Socialdemokratiet. Den 19. marts 2010 blev han valgt som formand for kommunernes organisation, KL, hvor han fungerede aktivt som formand indtil sin død.
Trøjborg var søn af specialarbejder Erik Trøjborg og husassistent Rita Trøjborg. Han blev i 1976 udlært som murer, og er uddannet ingeniør i 1986 fra bygnings- og miljølinjen på Horsens Teknikum.
Han var den første socialdemokrat i sin familie, da han i 1972 meldte sig ind i partiet, ansporet af modstand mod Vietnamkrigen og mod Mogens Glistrups Fremskridtsparti. Han var formand for Danmarks Socialdemokratiske Ungdom i Vejle Amt, samt medlem af Danmarks Socialdemokratiske Ungdoms hovedbestyrelse fra 1973 til 1978. Han var medlem af Horsens Byråd fra 1978 til 1986 og igen fra 2007. Fra 8. september 1987 til 31. december 2005 var han medlem af Folketinget, valgt for den tidligere Vejle Amtskreds. I denne periode besad han forskellige ministerposter; Industriminister (1993–1994), Trafikminister (1994–1996), Erhvervsminister (1996–1998), Forskningsminister (1998–1999), Minister for udviklingsbistand (1999–2000) og Forsvarsminister (2000–2001). Samlet set var han minister i næsten 9 år.
Trøjborg blev ved kommunalvalget 15. november 2005 valgt til den nye kommunalbestyrelse, og var i 2006 formand for Horsens Kommunes Sammenlægningsudvalg, og siden den nye storkommunes borgmester.
Jan Trøjborg var fra 1998 gift med designer Janne Lindgaard Trøjborg, med hvem han har to børn. I slutningen af marts 2010 bekendtgjorde parret at de var blevet separeret efter 12 års ægteskab. Skilsmissen blev gennemført i slutningen af 2010.
Indtil sin død dannede han par med Lone Blume. I denne forbindelse fungerede Lone Blume officielt som værtinde ved Dronningen og Prinsgemalens besøg i Horsens den 27. maj 2011.
Den 56-årige Jan Trøjborg faldt den 6. maj 2012 om under et motionscykelløb forud for Giro d'Italia i Horsens. Han døde samme dag på Skejby Sygehus. Den 12. maj blev han bisat fra Horsens Klosterkirke.
Den 22. juni 2017 indviede Horsens Kommune en plads på Horsens Havn opkaldt efter Trøjborg, Jan Trøjborgs Plads (lokation: 55°51′28″N 9°51′38″Ø / 55.85770°N 9.86053°Ø).